# Andrew Strong
Andrew Strong, född 14 november 1973 i Dublin, Irland, är en irländsk sångare. Han är kanske mest känd för att ha medverkat som Deco Cuffe i filmen The Commitments, baserad på boken skriven av  Roddy Doyle. Strongs kraftfulla röst passade honom bra i filmen som sångare i bandet. Hans skådespelar- och sångframträdanden skapade uppmärksamhet hos skivbolagen och år 1991 blev han nominerad för en Grammy Award.
Sedan dess har han gett ut ett antal album och turnerat världen över med artister som The Rolling Stones, Elton John, Prince, Lenny Kravitz och Bryan Adams.

## Diskografi
- 1993 - Strong
- 2000 - Out of Time
- 2002 - Gypsy' Kiss
- 2005 - Greatest Hits